# Douglas Blazek
Douglas Bazek né en 1941 est un poète américain.

## Œuvres
- We can be Gentle and Undeceived Both (Andabata Press, 1964)
- Long Dongs (avec Joe Nickell & Steve Richmond (en) (7 Flowers Press, 1966)
- Life in a Common Gun: An Informal Book of Communications (Quixote, 1968)
- All Gods Must Learn to Kill (Analecta Press, 1968)
- Forever Worship the Second Coming (editor) (San Francisco, CA: Black Rabbit Press, 1968)
- Broken Knuckle Poems (San Francisco, CA: Black Rabbit Press, 1969)
- I Advance With a Loaded Rose (Twowindows Press, 1969)
- Fuck Off Unless You Take Off That Mask (Gunrunner Press, 1969)
- Climbing Blind (Second Aeon Publications, 1970)
- Flux & Reflux: Journeys in a Magical Fluid (Oyez, 1970)
- Skull Juices (Twowindows Press, 1970)
- Why Man Goes To The Moon (Morgan Press, 1970)
- Zany Typhoons (Berensville, IL: Open Skull Press, 1970)
- This Is What You Wanted, Isn't It?: Poems by Douglas Blazek (pamphlet) (Watertown, MA: AugTwoFive, 1970).
- Inner marathons (chapbook) (Killaly Press, 1973)
- A Bukowski Sampler, editor (Druid Press, 1973)
- I Am a Weapon (chapbook) (Ox Head Press, 1975)
- Lethal Paper (chapbook) (The Stone Press, 1975)
- Exercises in Memorizing Myself (Small Press Distribution, 1976)
- Edible Fire (Morgan Press, 1978)
- We Sleep as the Dream Weaves Outside Our Minds (Alantansi Press, 1994)
- A Bibliography of the Published Works of Douglas Blazek: 1961-2001 (Glass Eye Books, 2003)
- News of a Useless Thing (Prismatic Navigator Press, 2009)
- The Pied Piper of Advanced Perception (48th Street Press, Philadelphia, PA, 2010)